# 渡邉俊彦
渡邉 俊彦（わたなべ としひこ）は日本のソングライター、編曲家である。Rebrast所属。

## 概要
2016年10月、もふもふえん［岡村直央（矢野奨吾）、橘志狼（古畑恵介）、姫野かのん（村瀬歩）］のシングル「THE IDOLM@STER SideM ST@RTING LINE -13 もふもふえん」で作詞・作曲を担当しデビュー。以後アイドル・アニソンの作詞・作曲・編曲を行っている。

## 参加作品
- もふもふえん
  - もっふ・いんざぼっくす♪（作曲・編曲）[1]
- 木村龍(濱健人)
  - Happy-Go-Unlucky!（作曲・編曲）
- グラスワンダー(前田玲奈)
  - Secret GRADUATION（作曲）
- ゆいかおり
  - B Ambitious!（作曲）
- IDOLiSH7
  - Sakura Message（作曲・編曲）
- リオネス・エリストラートヴァ(朝日奈丸佳),ニーナ・アレクサンドロヴナ(山村響),京橋万博(高森奈津美)
  - ベィビィバード!～ガクエンロジック～（作曲・編曲）
- 泉愛之丞(岸尾だいすけ)
  - 愛ちゃんがキレイにしてあげる（作詞・作曲・編曲）
- MEZZO”
  - Dear Butterfly（作曲・編曲）
- Re:vale
  - 太陽のEsperanza（作曲・編曲）
- 内田彩
  - Sweet Little Journe（作曲）
- 乃木坂46
  - 帰り道は遠回りしたくなる（作曲・編曲(早川博隆との共作)）[2]
- リサイタルズ
  - サマバケ!～永遠の夏～（作曲）
- LiveRevolt
  - QUAD DRIVE!（作曲）
- IZ*ONE
  - ご機嫌サヨナラ（作曲）
  - Waiting（作曲）
- Reverse Tokyo
  - アンバランス（作曲・編曲）
- 往田詩(保住有哉)
  - ひらめきッ☆響くよ!うーたんソング（作曲・編曲）
- 四月一日一花(ときのそら)
  - あの子とシンパシー（作曲）
- south2
  - ありがとう ～ひとことあなたに～（作曲）
- WINWIN
  - DECEMBER（作曲）
  - ビタミナイズでチョッパッペー（作曲）
- ふぇありーているず!
  - じゃんけんぽんde恋愛中（作曲）
  - まじdeはっぴぃウェディング メタモルフォーゼ→シンデレラソングッ!!!（作詞・作曲・編曲）
- 白石うらん
  - Oh!コメ※米マイスター（作曲）
  - プリンセスマジック（作詞・作曲）
- 吉田広大
  - 雨のち晴れ（編曲）
  - Tokyo Skip（編曲）
- BMK
  - Puzzle（作詞・作曲・編曲）
- リアルアキバボーイズ
  - オタクのぴえん（作曲・編曲（早川博隆との共作））
- なんキニ!
  - アオハル（作曲・編曲）
  - Dreamer（作曲・編曲）
  - 海岸線のマーメイド（作曲）
  - 夢のつづき（作曲）
- ワッツ◎さーくる
  - ユメ、ときどき君。（作曲）
- ふるふるしっぽ?
  - それでも夢は夢（作曲）
- なみだ色の消しごむ
  - 恋になるまで（作曲・編曲）